# Kunst der Fingerfertigkeit

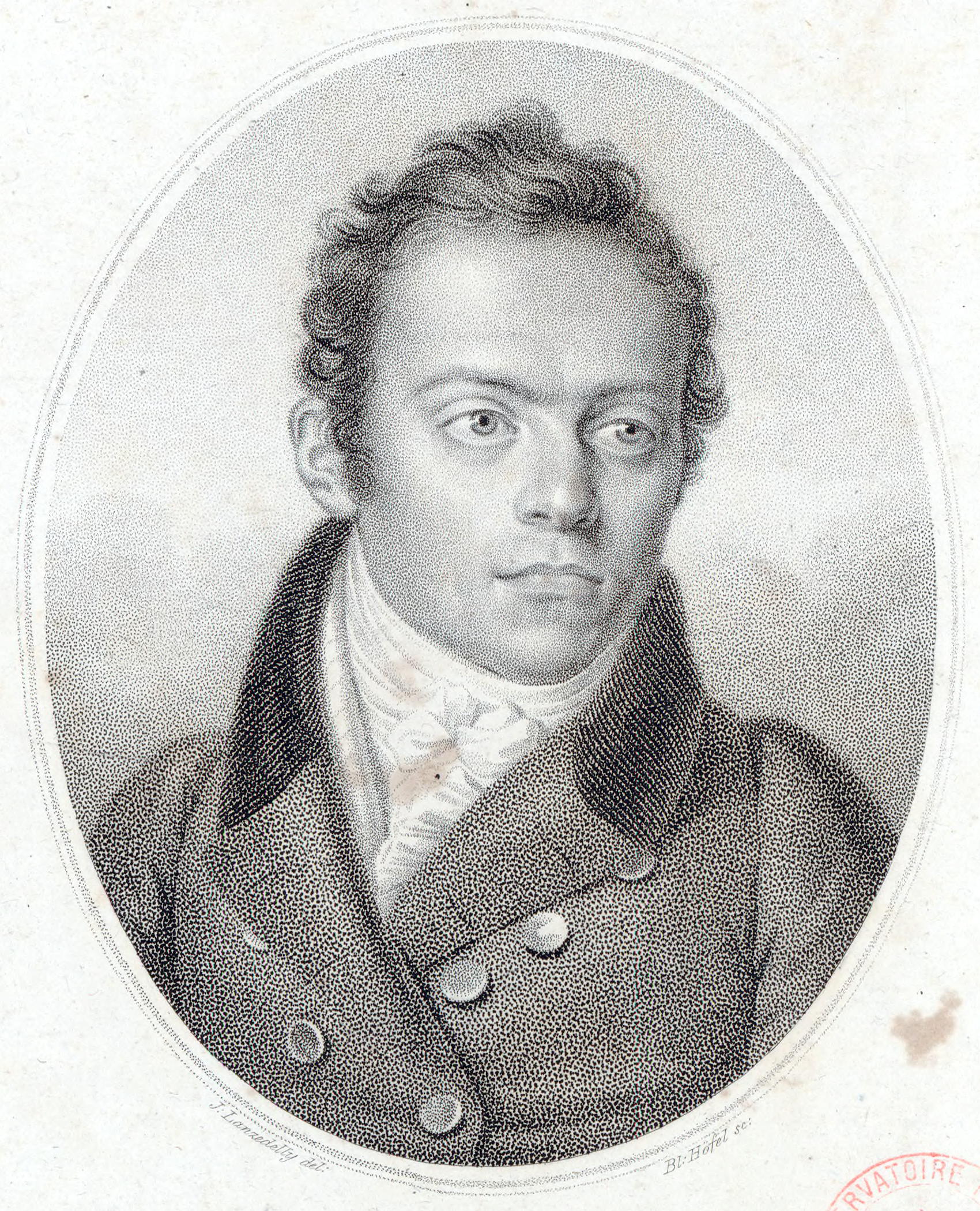
Schüler Beethovens, Lehrer Liszts, überaus produktiver Verfasser (nicht nur) von Klavieretüden: Carl Czerny

Die Kunst der Fingerfertigkeit (ital. L’arte di render agili le dita; frz. L’art de délier les doigts; engl. The Art of Finger Dexterity) Op. 740 von Carl Czerny (1791–1857) ist eine Sammlung von Klavierübungen. 

## Kurzeinführung
Diese Übungen wurden von dem Wiener Komponisten und Pianisten Czerny komponiert, der ein Schüler von Ludwig van Beethoven (und auch Clementi, Hummel und Salieri) war und ein Lehrer von Franz Liszt und Sigismund Thalberg. Czerny schrieb über tausend Kompositionen. Einige seiner Etüdensammlungen, etwa die „Schule der Geläufigkeit“ (Op. 299) und die „Kunst der Fingerfertigkeit“ (Op. 740), sind bekannt als pädagogische Werke und trugen wesentlich zur Entwicklung der Klaviertechnik bei. Czerny war einer der ersten Komponisten, die die Bezeichnung Etüde als Titel wählten. Czerny ist auch der Verfasser einer umfangreichen, etwa 1838 erschienenen Klavierschule Op. 500 („Vollständige theoretisch-practische Pianoforte-Schule, von dem ersten Anfange bis zur höchsten Ausbildung fortschreitend“). 
Sein Opus 740, das zuerst bei Peters erschien, besteht aus 50 Studien, die speziell darauf ausgerichtet sind, verschiedene Aspekte der Klaviertechnik zu entwickeln. Die Stücke decken eine Vielzahl von technischen Herausforderungen ab, wie Skalen, Arpeggien, Akkordfortschreitungen, Fingerunabhängigkeit und andere fortgeschrittene Techniken. Diese Sammlung wird oft von fortgeschrittenen Klavierschülern verwendet, um ihre Fähigkeiten und ihre Fingerfertigkeit zu verbessern. Die Stücke variieren im Schwierigkeitsgrad, was sie zu einer wertvollen Ressource für Klavierspieler verschiedener Stufen macht.

## Inhaltsübersicht
INHALTSÜBERSICHT

Ihr Inhalt ist:
Heft 1:

Beweglichkeit der Finger bei ruhiger Hand

Das Untersetzen des Daumens

Deutliche Geläufigkeit

Leichte Beweglichkeit im ruhigen Staccato

Gleichheit in Doppelläufen

Deutlichkeit in gebrochenen Akkorden

Fingerwechsel auf einer Taste

Leichte Beweglichkeit der linken Hand.

Heft 2:

Zartes Hüpfen und Abstoßen

Terzen-Übung

Gewandtheit im Fingerwechsel

Geschmeidigkeit der linken Hand

Die möglichste Geläufigkeit

Akkordpassagen

Spannungen bei großer Kraft

Fingerwechsel in schneller Bewegung.

Heft 3:

Schnelle Moll-Skalen

Das Überschlagen bei ruhiger Hand und sanftem Anschlag

Spannungen bei ruhiger Hand

Doppeloktaven

Gleiche Bewegung beider Hände

Triller-Übung

Leichter Anschlag der linken Finger

Der Daumen auf Obertasten bei völlig ruhiger Haltung der Hand.

Heft 4:

Geläufige Deutlichkeit

Die möglichste Schnelligkeit in Akkordpassagen

Unabhängigkeit der Finger

Mordent-Übungen

Beförderung des festen Anschlags

Zur Übung des Daumens beim Untersetzen

Das gleichmäßige Aufheben der Finger.

Heft 5:

Leichte Hand bei Oktavsprüngen

Terzentriller

Fingerwechsel auf einer Taste

Leichter Arm bei geschmeidigen Figuren

Kraftvolle Deutlichkeit

Geschmeidiges Aufheben beider Hände

Terzen-Übung

Leichtes Abstoßen der Akkorde

Beweglichkeit der Finger der linken Hand.

Heft 6:

Übung der Doppelmordente

Gewandheit im Untersetzen des Daumens

Der leichteste Anschlag bei möglichster Beweglichkeit der Finger

Gebundene Melodien bei gebrochenen Akkorden

Bravour in Anschlag und Bewegung

Zarter und deutlicher Anschlag bei gebrochenen Akkorden

Triller-Übung

Oktaven mit Bravour

Bravour im Anschlag und im Tempo.

## Verschiedenes
Der Komponist Jakob Ludwig Bruhns (1852–1923) komponierte 50 Stücke zu Carl Czernys Kunst der Fingerfertigkeit.
Von Czerny stammt auch die Vorschule der Fingerfertigkeit für Klavier op. 636.